# Jean-Louis Tribes
Jean-Louis Tribes est un comédien, auteur et metteur en scène français, au théâtre, au cinéma et à la télévision.

## Biographie
En 1989, après quinze ans d'enseignement des mathématiques, Jean-Louis Tribes s'inscrit au cours de théâtre de Vera Craigh 
et écrit pour la télévision (Les Nuls, La Famille formidable, Goal, etc.) tout en réalisant des reportages pour L'Assiette anglaise (Bernard Rapp), Drevet vend la mèche (Patrice Drevet), Mambo Satin (William Leymergie) et Pirates (TF1)...
En 1991 il joue dans son premier téléfilm, Le Dernier Lien, de Joyce Buñuel, et réalise son premier court-métrage Le Scooter à pédales (grand prix au festival de Lille).
Il suit ensuite les cours de l'Actors Studio avec Corinne Blue, puis John Stasberg. En 1993 on le retrouve dans Profil bas de Claude Zidi, aux côtés de Patrick Bruel, et en 1994 il joue en anglais dans The English Wife (prix au festival de New York), où il rencontre de nombreux acteurs anglo-saxons dont Harvey Keitel et Willem Dafoe.
À son retour des États-Unis, il se consacre au théâtre et joue Mademoiselle Julie d'August Strindberg, avec Géraldine Danon. Il fonde Le Garage, association avec laquelle il organise des stages de théâtre basés sur la méthode Strasberg. Puis après Les Démons de Jésus de Bernie Bonvoisin au cinéma en 1996, il crée Un homme est venu me voir, pièce inédite de Marguerite Duras, avec Francis Frappat, et joue sous la houlette de Michael Lonsdale dans La Nuit de Marina Tsvétaieva avec Sonia Petrovna. Depuis 2001, il alterne les rôles à la télévision et au cinéma, comme Gangsters d'Olivier Marchal, Tombé d'une étoile de Xavier Deluc ou Des poupées et des anges de Nora Hamdi.
Il est le père de l'acteur, scénariste et réalisateur Matthieu Tribes.

## Théâtre
- 1998 : Mademoiselle Julie d'August Strindberg
- 2000 : Un homme est venu me voir de Marguerite Duras, mise en scène Muriel Silans, Théâtre de l'Île Saint-Louis Paul Rey
- 2001 : La Nuit de Marina Tsvétaieva de Michael Lonsdale, avec Sonia Petrovna
- 2002 : Maïakowski
- 2004 : Sortie de scène de Nicolas Bedos, mise en scène Daniel Benoin, Théâtre national de Nice
- 2013 : La ménagère improvisée de Smaïn, Éric Carrière et Jean-Marc Longval, mise en scène Gil Galliot, Théâtre L'Archipel
- 2018 : L'Héritage d'Annick Perez

## Filmographie

### Acteur

#### Cinéma
- 1990 : Outremer de Brigitte Roüan : Olivier
- 1991 : Le Scooter à pédales ( CM )
- 1993 : Profil bas de Claude Zidi : Roche
- 1994 : Elles ne pensent qu'à ça...
- 1995 : The English Wife
- 1996 : Adultère (mode d'emploi) : Ralph
- 1997 : Les Démons de Jésus de Bernie Bonvoisin : Antoine Piacentini
- 1997 : Solos
- 1999 : Sous-sols
- 1999 : O Dia da Caça
- 2001 : Malraux, tu m'étonnes ! de Michèle Rosier : Daniel-Henry Kahnweiler
- 2001 : Gangsters d'Olivier Marchal : « Petit Claude »
- 2001 : Les Aliénés de Yvan Gauthier
- 2002 : En miettes
- 2007 : Tombé d'une étoile de Xavier Deluc
- 2008 : Des poupées et des anges de Nora Hamdi : M. Picaux
- 2011 : Contre toi de Lola Doillon : Michel
- 2019 : Le Fruit de l'espoir
- 2024 : Le Comte de Monte-Cristo de Alexandre de La Patellière et Matthieu Delaporte : le curé

#### Télévision
- 1988 : La Chaîne (du roman de Michel Drucker), feuilleton télévisé de Claude Faraldo : un journaliste
- 1988 : Les Cinq Dernières Minutes, Un modèle de genre de Gilles Combet
- 1991 : Le Dernier Lien : Ugo
- 1991 : Cas de divorce : Le journaliste
- 1993 : L'honneur de Navarro : Morasse
- 1993 : L'instit, épisode 1-01, Les chiens et les loups, de François Luciani : Manu Fontana
- 1993 : Dose mortelle
- 1993 : La Lettre inachevée : Bruno
- 1994 : Les Yeux d'Hélène Dernier épisode. Nicolas Guimard
- 1994 : Julie Lescaut saison 3, 1 épisode "Charité bien ordonnée" : Rocky Malone
- 1994 : Maigret : Maigret se trompe de Joyce Buñuel : Raoul
- 1994 : Van Loc : un grand flic de Marseille : Jacques Lenoir
- 1995 : La Mondaine : La madone de Lisbonne : Paco
- 1995 : La Rivière Espérance
- 1996 : Placé en garde à vue
- 1996 : Les Cordier, juge et flic, 1 épisode (saison 3) "Le Petit Juge"
- 1996 : Terres gelées
- 1997 : Je m'appelle Régine
- 1998 : La Colère d'une mère : Commissaire Lambert
- 1999 : Le Bahut
- 1999 : Le Matador
- 1999 : Au bénéfice du doute de Williams Crépin
- 1999 : Sam
- 2000 : Scénarios sur la drogue (épisode Papa Was a Rolling Stone)
- 2000 : Marc Eliot : Gianni
- 2000 : Les Enfants du printemps
- 2000 : Sauvetage : Capitaine Bardier
- 2000 : La Bascule à deux de Thierry Chabert : Serge
- 2000 : La Crim' : Alex Novea
- 2001 : Duval : un mort de trop
- 2001 : Chère Marianne
- 2001 : PJ (Saison 5, épisode 6 Coupable) Jean-Paul Guérin
- 2001 : Tel père, telle flic (épisode La fille qui croyait au Père Noël)
- 2001 : Quai numéro un (épisodes Aiguillages et Jeu de massacre)
- 2001 : Central Nuit (épisode Parole de flic) : Albert Albergé
- 2002 : Sous le soleil : Eric Béranger
- 2002 : L'Année des grandes filles : Bastien Paulet
- 2003 : Commissaire Moulin (épisodes Les Moineaux et Protection rapprochée)
- 2003 : Avocats et Associés (épisode Faux et usage de faux) : Philippe Conty
- 2003 : Aurélien : Dr Decoeur
- 2003 : Boulevard du Palais (huit épisodes) : Luigi
- 2004 : Paul Sauvage : Constantini
- 2004 : Commissaire Valence (épisode Machination) : Franck Rabas
- 2004 : Le Camarguais (épisode Trois Filles au volant) : Manu
- 2005 : Navarro (épisodes La Mort un dimanche, Une affaire brûlante et L'Honneur de Navarro)
- 2005 : Les Enquêtes d'Éloïse Rome (épisode Les Feux de l'enfer) : Sam Roche
- 2006 : Une femme d'honneur (épisode Ultime thérapie) : le docteur Deverchère
- 2006 : Alice et Charlie (épisode Pilote) : Texier
- 2007 : Les Bleus, premiers pas dans la police (épisode Dommage collatéral) : Monteil
- 2008 : Cellule Identité (épisode Frédéric) : Poranes
- 2008 : Joséphine, ange gardien (deux épisodes : Les deux font la paire et La Fautive)
- 2008 : Duval et Moretti (épisode César à deux doigts de la mort) : Mambata
- 2008 : Seconde Chance
- 2008 : Section de recherches de Dominique Lancelot (S4E4 : Co-Scénariste & rôle de Robert Catiaux)
- 2010 : Trahie !  de Charlotte Brändström
- 2010 : Plus belle la vie (Cavale au Mistral (prime du 1er juillet 2010)) : René Lancery
- 2011 : Une cible dans le dos de Bernard Uzan : Dimitri
- 2016 - 2017 : Agathe Koltès : Wickler
- 2019 : The Attaché, série israélienne pour Hot
- 2019 : En famille
- 2020 : Pourquoi je vis de Laurent Tuel : Gérard Louvin
- 2020 : De Gaulle, l’éclat et le secret de François Velle : Georges Pompidou
- 2021 : Demain nous appartient (épisodes 948 à ...) : Yvan Josse

### Scénariste
- 1987 : Objectif Nul
- 1989 : Les Six Compagnons
- 1990 : Classe mannequin
- 1991 : Goal
- 1991 : Le Scooter à pédales
- 1992 : Interdit d'amour
- 1994 : Une famille formidable
- 1996 : Jamais deux sans toi...t
- 2007 : Section de Recherche

### Réalisateur
- 1991 : Le Scooter à pédales
- 2000 : Scénarios sur la drogue (épisode Cake)
- 2010 à 2013 : épisodes de Plus belle la vie